# Iglesia y convento de los Capuchinos (Tudela)
El convento de los Capuchinos e iglesia de la Divina Pastora de Tudela (Navarra) es un convento e iglesia de la orden de los capuchinos de finales del siglo XIX, situado en la calle del mismo nombre del actual ensanche de Tudela.

## Descripción general

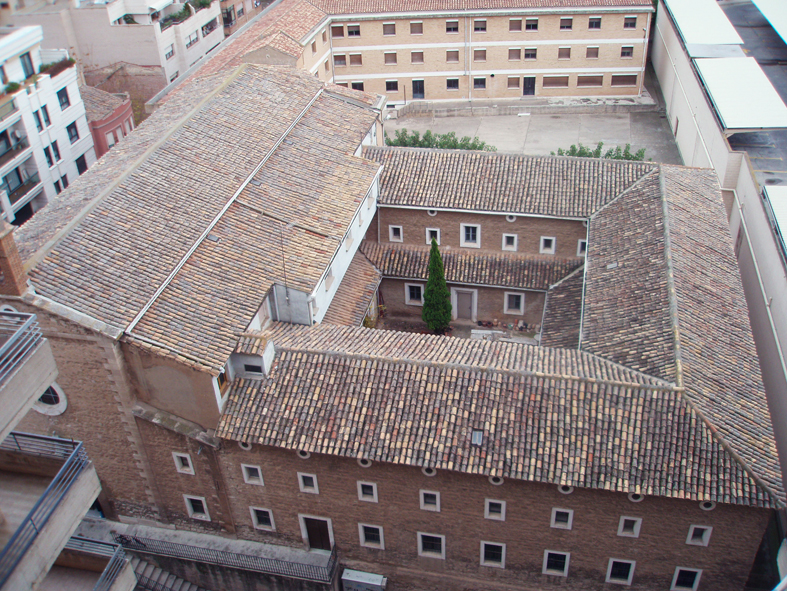
Patio del convento

## Historia y cronología de construcción
El actual convento de los Capuchinos fue construido en 1899 e inaugurado en 1900. Los capuchinos llegaron por primera vez en 1613, fundando el Convento de San Antonio de Padua, que fue suprimido en 1821. Luego, en 1896 volvieron los capuchinos para hacer una nueva fundación en el campo de Griseras (actual calle Capuchinos), construyéndose la nueva iglesia. Su altar mayor y su magnífico retablo de madera en honor a la Divina Pastora fue inaugurado en 1902. En 1942 abrieron el colegio que titularon Escolanía de la Divina Pastora, el cual fue cerrado en 1968, concediéndolo a enseñanza pública hasta 1975.